# Die 24 Stunden von Nürnberg

Logo des Festivals

Das 24 Stunden von Nürnberg Kurzfilmfestival wurde im Jahr 2000 gegründet und findet jährlich Anfang Dezember (Fr.–Sa.) statt. Konzept des Festivals ist es, in mehreren Blöcken 24 Stunden lang durchgehend internationale Kurzfilme unterschiedlichster Genres zu zeigen.
Die Filme werden nach einer kurzen Vorauswahl in der Reihenfolge ihrer Einsendungen gezeigt.
Austragungsort ist das Filmhaus Nürnberg.
Der Hauptpreis ist der Publikumspreis in Höhe von 300 Euro. Außerdem wird ein Sonderpreis für den besten Kurzfilm für Kinder in Höhe von 100 Euro vergeben. 
Jedes Jahr steht einen Filmblock lang eine Partnerstadt Nürnbergs im Zentrum des Geschehens (2008 Charkiv, 2009 Glasgow, 2010 Nizza, 2011 Krakau, 2012 Shenzhen) 
Das 24 Stunden von Nürnberg Kurzfilmfestival konnte sich seit der ersten Austragung zu einem Treffpunkt der europäischen Kurzfilm-Szene etablieren.

## Preisträger
2011
Gewinner des kleinen Charlie ging an den Film Durchgebrannt von Thomas Schinagel und Michael Haas
Gewinner des Publikumspreis ging an den Film Once upon a time von Cyrena Dunbar
2012
Gewinner des kleinen Charlie ging an den Film Au bout de monde von Milen Vitanov
Gewinner des Publikumspreis ging an den Film Rising hope von Matus Vizár
2013
Gewinner des kleinen Charlie ging an den Film Wind von Robert Löbel
Gewinner des Publikumspreis ging an den Film Pandas von Matus Vizár
Nachwuchspreis für Kinder und Jugendliche für die 24StundenChallenge des Festivals gewannen Nie Wieder Shakespeare Productions mit Abgedreht, sowie  Two-shot und  die Elite braucht keinen Namen